# برام مولینار

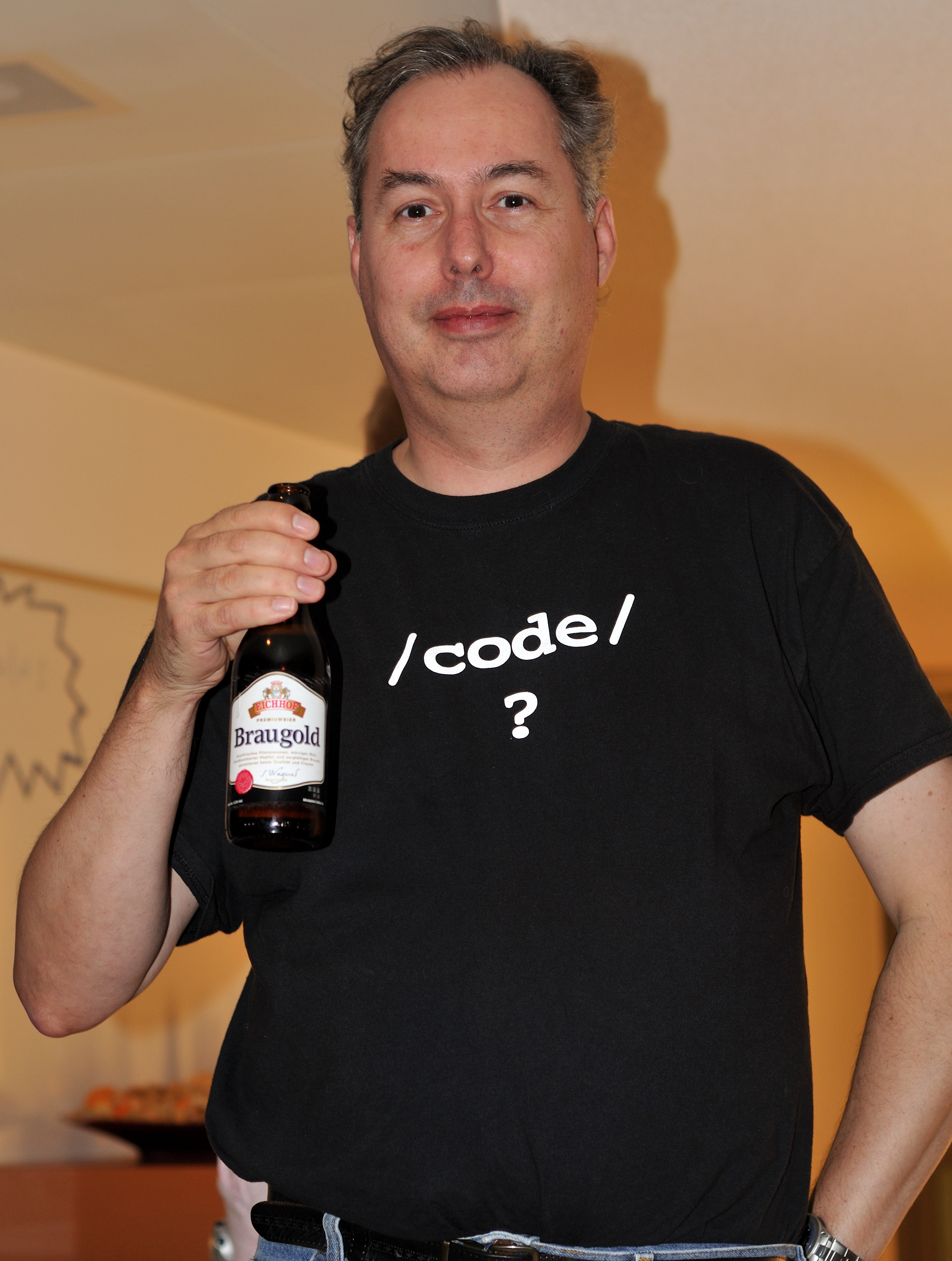
برام مولینار (سال ۲۰۰۷ میلادی)

برام مولینار (زاده ۱۹۶۱ در هلند - ۳ اوت ۲۰۲۳) برنامه‌نویس هلندی و یکی از اعضای فعال جامعه نرم‌افزار آزاد و متن‌باز بود. او خالق ویرایشگر متن ویم بود که در بین برنامه‌نویسان و افراد حرفه‌ای بسیار محبوب است.
ویرایشگر ویم که خالق آن مولینار است، در سال ۱۹۸۸ به عنوان "Vi IMitation" بر روی پلتفرم آمیگا شروع به کار کرد، اما بعدها به "Vi IMproved" تغییر نام داد و پلتفرم‌های بسیاری را پشتیبانی کرد. از آنجایی که وی‌آی ویرایشگری محبوب در میان برنامه‌نویسان و مدیران سیستم بود، در ابتدا شک‌هایی در مورد این وجود داشته که ویرایشگر «بهبودیافته» مولینار بتواند به همان کیفیت و محبوبیت برسد. اما از همان انتشار اول برای یونیکس در سال ۱۹۹۲، ویم از همان ابتدا وی‌آی را تحت‌الشعاع خود قرار داد و برنده چندین جایزه شد و از آن به عنوان یکی از محبوب‌ترین ویرایشگرهای متن یاد می‌شود.
مولینار به تشویق خیرات و حمایت از بچه‌های فقیر در اوگاندا می‌پرداخت و حامی خیریۀ ICCF بود.

## مرگ
روز ۳ اوت ۲۰۲۳ خانواده او در گوگل گروپ اعلام کردند که مولینار بر اثر یک بیماری که در چند هفتۀ گذشته به سرعت پیشرفت می‌کرد در سن ۶۲ سالگی درگذشت.